# Theodore Arlington Bell
Theodore Arlington Bell (ur. 25 lipca 1872 w Vallejo, zm. 4 września 1922 w San Rafael) – amerykański polityk, członek Partii Demokratycznej, a od 1921 Partii Republikańskiej.

## Działalność polityczna
W okresie od 4 marca 1903 do 3 marca 1905 przez jedną kadencję był przedstawicielem 2. okręgu wyborczego w Kalifornii w Izbie Reprezentantów Stanów Zjednoczonych.